# Mentalese
Il mentalese (dall'inglese mentalese) è il linguaggio mentale al centro dell'ipotesi del linguaggio del pensiero (Language of Thought Hypothesis, LOTH), anche nota come espressione mentale ordinata dal pensiero (Thought Ordered Mental Expression, TOME), una concezione della linguistica, della filosofia della mente e delle scienze cognitive proposta dal filosofo americano Jerry Fodor.
Questa ipotesi descrive la natura del pensiero come dotato di una struttura composizionale simile al linguaggio (language-like), il mentalese appunto. Secondo questa visione, i pensieri semplici si combinano tra loro seguendo regole paragonabili alle regole grammaticali di una lingua per costruire pensieri più complessi. Nella sua forma più elementare, la teoria afferma quindi che il pensiero, come il linguaggio, ha una sua sintassi.
Utilizzando prove empiriche tratte dalla linguistica e dalla scienza cognitiva, la teoria vuole così descrivere il ruolo della rappresentazione mentale da un punto di vista filosofico. La cognizione viene intesa come un sistema di rappresentazioni, che costituiscono il versante semantico, e di regole di combinazione, che costituiscono quello sintattico. I componenti di base del linguaggio mentale descrivono concetti elementari sui quali si basano regole logiche che stabiliscono connessioni causali per consentire il pensiero complesso.
Queste rappresentazioni mentali non sono direttamente rappresentate da condizioni riscontrabili nel cervello. Proprio come i simboli di un linguaggio possono essere scritti con grafie diverse su supporti diversi, o venire trasmessi con mezzi di comunicazione diversi (la voce e lo scritto), così il mentalese esiste secondo i suoi teorici ad un livello più generale di quello neurologico. La teoria si basa infatti su una versione del materialismo funzionalista secondo cui le rappresentazioni mentali costituiscono un livello di astrazione superiore rispetto alle sue molteplici realizzazioni fisiche (neurali o, potenzialmente, artificiali), e sfida quindi tanto il materialismo eliminativista, quanto il connessionismo.
Questa visione implica un modello fortemente razionalista della cognizione, in quanto molti dei fondamenti della cognizione sono innati ed il ragionamento è ricondotto interamente a relazioni regolate tra concetti.